# Glochidion vaniotii
Glochidion vaniotii là một loài thực vật có hoa trong họ Diệp hạ châu. Loài này được H.L�v. mô tả khoa học đầu tiên năm 1914.